# Tachypleus gigas
Tachypleus gigas (Limulus gigas, Limulus moloccanus) – gatunek morskiego stawonoga z rodzaju skrzypłoczy. Zamieszkuje ciepłe wody przybrzeżne Pacyfiku w południowo-wschodniej części Azji. Żyje głównie na głębokościach od 10 do 15 metrów. Żywi się małżami, zbutwiałymi resztkami organicznymi oraz wieloszczetami. Po raz pierwszy zidentyfikowany przez Otto Friedricha Müllera w 1785 roku.

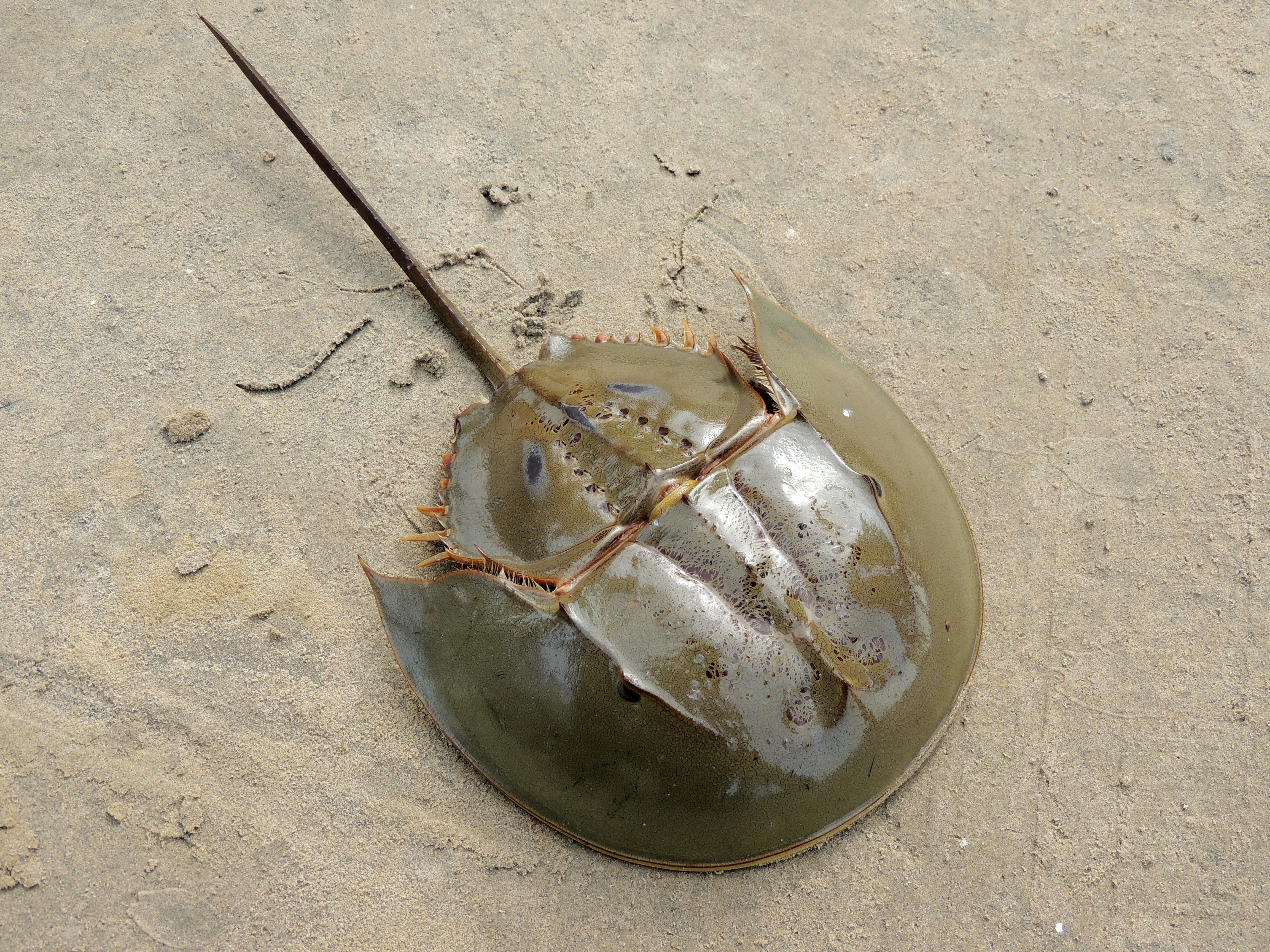
Tachypleus gigas